# Ноябрьское восстание 1935 года

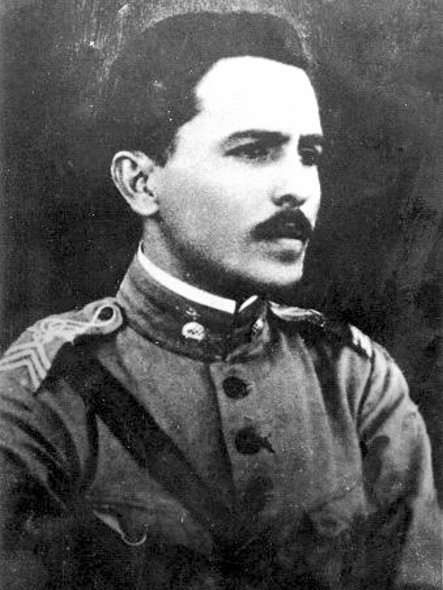
Луис Карлос Престес во время восстания

Ноя́брьское восста́ние (порт. Intentona Comunista, Levante Comunista de 35) — вооружённое выступление бразильских коммунистов и тенентистов против диктатуры Жетулиу Варгаса, проходившее с 23 по 27 ноября 1935 года.

## Предыстория
В марте 1935 года в Бразилии был создан Национально-освободительный альянс (НОА), объединивший ряд профессиональных организаций, выступавших за свержение диктатуры Варгаса. Почётным председателем альянса стал Луис Карлос Престес. В общей сложности, НОА объединял более 1,5 млн сторонников.
После издания правительством Закона об обеспечении национальной безопасности из армии было уволено большое число демократически настроенных солдат и офицеров. В ответ на это НОА опубликовал манифест солидарности со всеми изгнанными военнослужащими, который был с одобрением встречен патриотическими кругами вооружённых сил. Влияние Национально-освободительного альянса стало расти, в результате чего правительство Бразилии запретило его деятельность. После этого ячейки альянса ушли в подполье, начав готовить вооружённое восстание.

## Ход восстания
Первый очаг восстания вспыхнул ночью 24 ноября в городе Натал, столице штата Риу-Гранди-ду-Норти. Мятеж поднял 21-й пехотный батальон. Восставшие захватили власть в городе и создали народно-революционное правительство, в состав которого вошли представители трудящихся и патриотически настроенных военных. Революционное правительство штата национализировало банки, почту и телеграф, сформировало отряды народной милиции, освободило политических заключённых.
В этот же день началось военное восстание в Ресифи, столице Пернамбуку. Вместе с военнослужащими в нём приняли участие рабочие, мелкая буржуазия и интеллигенция. Однако восставшим в Ресифи удалось продержаться лишь 38 часов: 26 ноября восстание в городе было подавлено. Попытки восстания в штатах Мараньян, Параиба, Сан-Паулу и Риу-Гранди-ду-Сул также были быстро пресечены.
27 ноября восстание вспыхнуло в столице Бразилии, Рио-де-Жанейро. Его ядро составили курсанты авиационного и артиллерийского училищ, а также военнослужащие 3-го пехотного полка. Однако большинство частей столичного гарнизона не поддержали их, и мятеж был жестоко подавлен правительственными силами под руководством Филинто Мюллера. В этот же день после четырёх дней ожесточённых боев правительственные войска подавили восстание в Натале.
Тем временем правительство объявило в Бразилии осадное положение и приступило к арестам активистов НОА и БКП. В тюрьму были брошены многие члены руководства компартии Бразилии. Однако повстанцы продолжали борьбу, пытаясь найти поддержку среди крестьянства. Сделать это им не удалось, и в конце концов движение заглохло.